# Szűcs János (labdarúgó, 1955)
Szűcs János (Fügöd, 1955. november 6. – Budapest, 2006. január 5.) magyar labdarúgó, csatár, hátvéd.

## Pályafutása

### Klubcsapatban
A Forrói Spartacus csapatában kezdte a labdarúgást. 1976-ban igazolt a Dunaújvárosi Kohászhoz, ahol augusztus 20-án az élvonalban is bemutatkozott egy Kaposvári Rákóczi elleni mérkőzésen, amely 1-1-re végződött. Öt idényen keresztül szerepelt a Kohászban, ahol általában csatárként játszott és 104 bajnoki mérkőzésen 12 gólt szerzett.
1981 és 1987 között az Újpesti Dózsa labdarúgója volt, ahol három magyar kupa-győzelmet szerzett a csapattal és tagja volt az 1983-84-es kupagyőztesek Európa-kupája idényben a negyeddöntőig jutó csapatnak. Az Újpest színeiben többnyire jobbhátvédként lépett pályára, ahol összesen 104 bajnoki szerepelt és egy gólt szerzett.
1987-től a III. kerületi TTVE csaptában folytatta pályafutását.

## Sikerei, díjai
- Magyar bajnokság
  - 2.: 1986–87
- Magyar kupa (MNK)
  - győztes: 1982, 1983, 1987
- Kupagyőztesek Európa-kupája (KEK)
  - negyeddöntős: 1983–84